# 2024年倫敦市長選舉
2024年倫敦市長選舉（英語：2024 London mayoral election）於2024年5月2日舉行，首次以簡單多數制選出新任倫敦市長，並與倫敦議會選舉同日舉行。
現任工黨市長簡世德，最終取得43.8%選票，擊敗保守黨的前倫敦議會黨團領袖蘇珊·霍爾，成為首位成功連任三次的倫敦市長。本次選舉一共有13名候選人，包括自由民主黨的羅布·布萊基（Rob Blackie）、綠黨的哈克尼區議員佐伊·加貝特和改革黨的霍華德·考克斯。

## 背景
1998年大倫敦政府公投過後，倫敦市長一職在2000年正式設立。市長的職責範圍包括大倫敦地區的治安、交通、房屋、城市規劃、經濟發展、文藝和環境，每年可以動用約204億英鎊的預算。每屆市長任期四年，可以無限期連任。
在2020年3月13日，英國政府因應2019冠狀病毒病疫情而將當年的地方選舉推遲一年，所以第五任簡世德的任期被延長為5年，並於2021年再次連任。然而，本次選舉於他獲當選後3年舉行，變相將其任期減少1年。
在2022年地方選舉的倫敦地區議會選戰中，工黨贏得1156個議席，較4年前多了28席；保守黨只贏了404個議席，較4年前少104席。自由民主黨及綠黨均有議席進帳，各自取得180席及18席。工黨奪得班列特區議會、灣斯禾夫區議會及西敏市議會的控制權，但同時亦喪失了歌來頓區議會的過半議席。保守黨則從工黨手中奪取哈羅區議會的控制權，而當地的立志黨亦從工黨手中奪取塔村區議會的控制權。

## 選舉制度
按照《2022年選舉法令》，市長的選舉制度由權變投票制改變為簡單多數制，並首次要求選民在投票前必須出示身分證明文件。
所有居於英國並在2024年5月2日或之前年滿18歲的英國公民、愛爾蘭公民、英聯邦公民，或居於海外的英國公民及愛爾蘭公民，以及已經登記為選民的人士，均可以在是次選舉中投票。
大倫敦政府因應選制上的改變，首次改用人手以點算票數，導致選舉結果於兩日後的2024年5月4日方公佈。

## 選舉結果
| 政党         | 政党               | 候选人           | 票数      | %     | ±    |
| ------------ | ------------------ | ---------------- | --------- | ----- | ---- |
|              | 工黨               | 簡世德           | 1,088,225 | 43.8  | +3.8 |
|              | 保守黨             | 蘇珊·霍爾        | 812,397   | 32.7  | -2.6 |
|              | 自由民主黨         | 羅布·布萊基      | 145,184   | 5.8   | +1.4 |
|              | 英格蘭和威爾斯綠黨 | 蘇怡·嘉碧        | 145,114   | 5.8   | −2.0 |
|              | 改革黨             | 霍華德·考克斯    | 78,865    | 3.1   |      |
|              | 獨立               | Natalie Campbell | 47,815    | 1.9   |      |
|              | 社會民主黨         | Amy Gallagher    | 34,449    | 1.4   | +1.1 |
|              | 動物福利黨         |                  | 29,280    | 1.2   |      |
|              | 獨立               |                  | 26,121    | 1.1   |      |
|              | 獨立               |                  | 24,702    | 1.0   |      |
|              | 獨立               | 垃圾桶臉伯爵     | 24,260    | 1.0   | 0.0  |
|              | 英國優先黨         |                  | 20,519    | 0.8   |      |
|              | 倫敦真實黨         | Brian Rose       | 7,501     | 0.3   | −0.9 |
| 多数票       | 多数票             | 多数票           | 276,008   | 11.1  |      |
| 總有效票數   | 總有效票數         | 總有效票數       | 2,484,432 | 99.55 |      |
| 無效票       | 無效票             | 無效票           | 11,127    | 0.4   |      |
| 投票率       | 投票率             | 投票率           | 2,495,559 | 40.5  | -1.5 |
| 登記選民人數 | 登記選民人數       | 登記選民人數     | 6,162,428 |       |      |

## 資料來源
1. 1 2  . London Elects.   [2024-05-04]. （原始内容存档于2024-05-04）.
2. ↑  Mackintosh, Thomas. . 英國廣播公司新聞部. 2024-05-04  [2025-01-19]. （原始内容存档于2024-05-23） （英国英语）.
3. ↑  Assinder, Nick. . BBC News. 1998-05-08  [2015-08-26]. （原始内容存档于2017-07-30）.
4. ↑  . www.londonelects.org.uk.   [2025-01-19].
5. ↑  . BBC News. 2012-03-29  [2015-08-26]. （原始内容存档于2015-09-26）.
6. ↑  Walker, Ben. . State of the Nation. 2022-05-05  [2025-01-20]. （原始内容存档于2024-07-22） （美国英语）.
7. ↑  . www.londonelects.org.uk.   [2025-01-20]. （原始内容存档于2024-11-02）.
8. ↑  . GOV.UK.   [2024-07-12]. （原始内容存档于2019-11-17） （英语）.
9. ↑  . www.londonelects.org.uk.   [2025-01-20].
10. ↑  Hill, Dave. . OnLondon. 2022-01-07  [2025-01-20]. （原始内容存档于2024-12-12） （英国英语）.
11. ↑  Cecil, Nicholas. . The Standard. 2024-05-03  [2025-01-20]. （原始内容存档于2024-12-28） （英语）.